# I min stilla hyddas sköte
I min stilla hyddas sköte är en psalm med text skriven av Johan Olof Wallin.

## Publicerad i
- 1819 års psalmbok som nr 435 under rubriken "Morgon och afton".[1]